# Gérard Cardonne
Pour les articles homonymes, voir Cardonne.
Œuvres principales
- La Sultane debout (roman, 1997)
- La Bague de Riquewihr (roman, 1998)
- La Nuit afghane (roman, 2001)
- Selma, une femme libre (roman, 2006)

Compléments
- Monte Cassino (Histoire, 2013)

Gérard Cardonne est un écrivain français né à Colmar, né le 21 juillet 1935, engagé dans l'humanitaire et les droits de la femme.

## Biographie
Entré à Saint-Cyr en 1955, il rentre dans la Légion étrangère en Algérie, puis devient chef d'État-major de la 5e division blindée en Allemagne.
Ses ouvrages ont été traduits en allemand, en anglais, en bosnien et en dari. Il est 
 président du Cercle du Rhin international depuis 25 avril 2003
Il est officier de la Légion d'honneur et commandeur de l'Ordre Lafayette, et a été fait Chevalier de l'Ordre des Arts et des Lettres en 2010 par Frédéric Mitterrand.
Il a reçu le prix de l'Engagement démocratique de la Région Grand Est en 2018.
Il est président de la Société des écrivains d'Alsace, de Lorraine et du Territoire de Belfort depuis 2021